# ARO 24
ARO 24 a fost o gamă de vehicule de teren fabricate începând cu anul 1969 de către Întreprinderea de Automobile ARO. Primul model, denumit oficial ARO 240, a intrat în producție după o perioadă de 6 ani de proiectări. Prima apariție a noului model a avut loc la EREN 1969 (Expoziția Realizărilor Economiei Naționale), în București. Producția aceste serii de vehicule de teren a fost sistată în anul 2006.

## Istoric
Primul exemplar a fost expus în 1969 la EREN, având seria șasiului 00001.

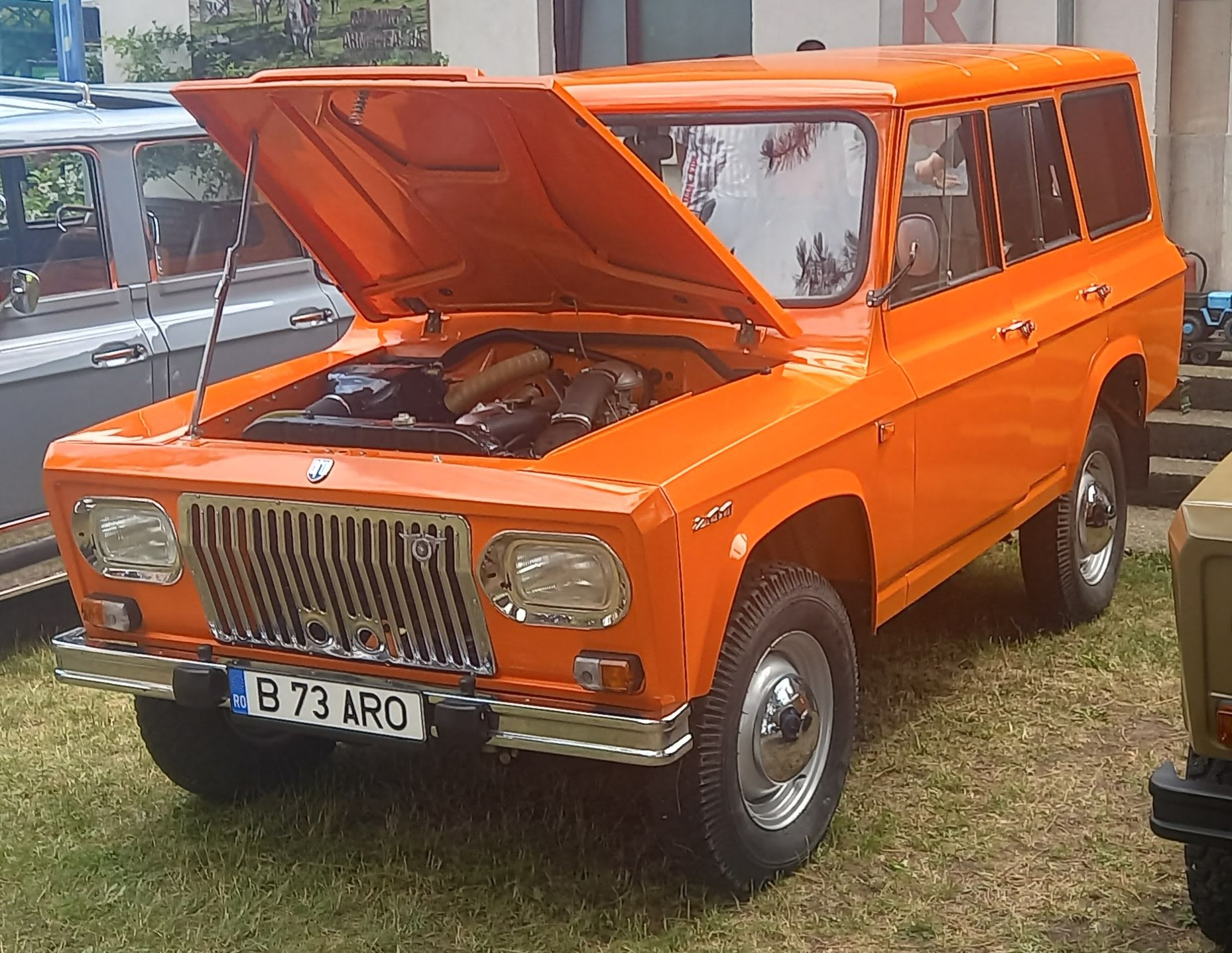
ARO 244 (primul exemplar construit)-față

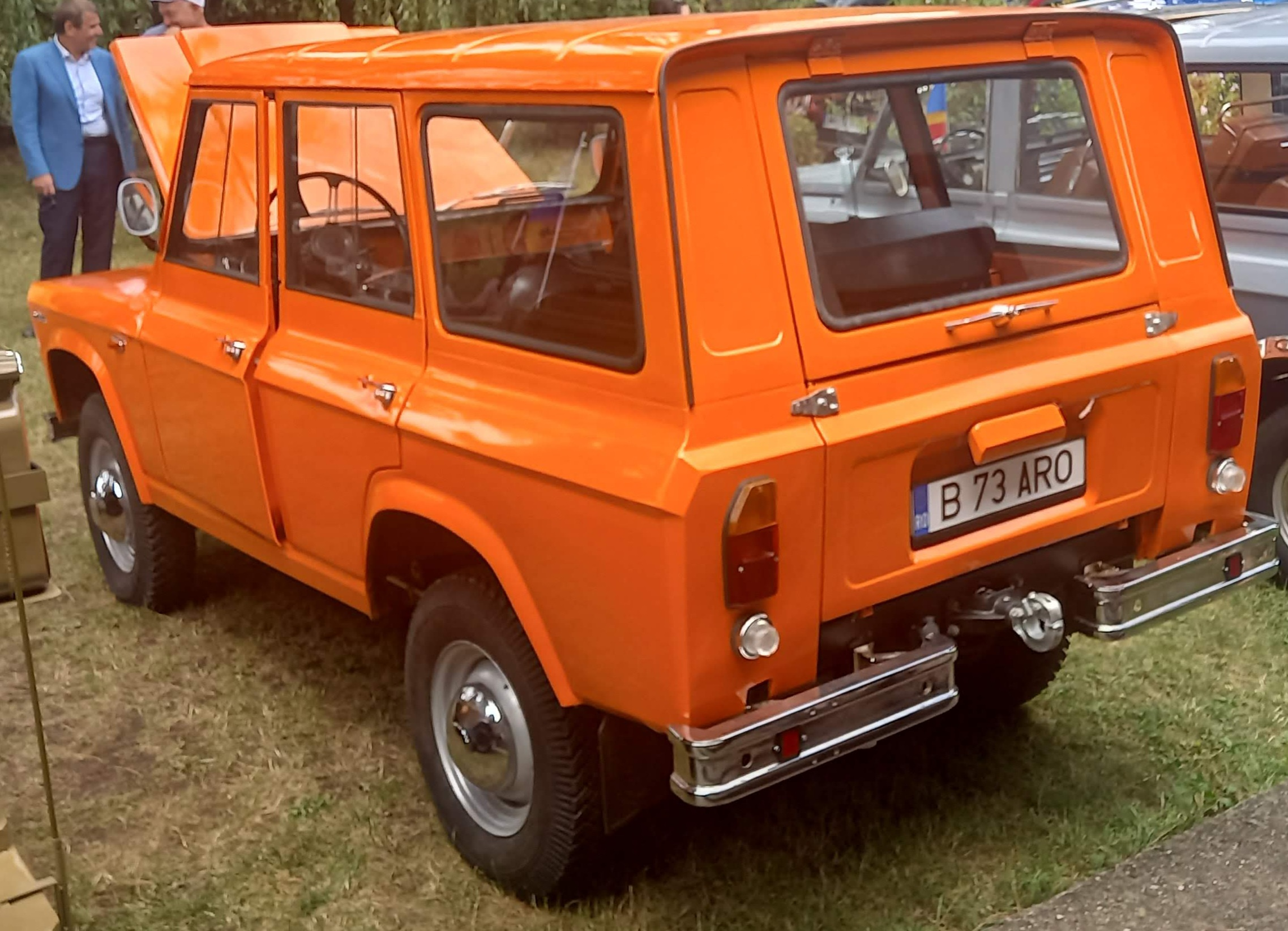
ARO 244 (primul exemplar construit)-spate

Conceptul Aro seria 24 a apărut oficial în anul 1972, inginerii români inspirându-se după FIAT Campanola,  care la rândul sau a fost inspirat după Jeep Willys. Există dovezi că acest model ar fi apărut încă din anul 1969, probabil acelea fiind modele de teste.
Primul model al seriei a fost 240, un model decapotabil, cu 2 uși, prelată, suspensie independentă la partea față, cutie de viteze cu 4 trepte, cutie transfer, tracțiune integrală, motor nou de 2500 cmc, 75 cp, deși primele modele aveau motor de la ARO M461. Suspensia independentă era o noutate pe autovehiculele de teren în acele vremuri. Exporturile au început după anul 1973, însă modelele de export aveau alte motoare pentru a corespunde normelor de poluare.
În anul 1975 este lansat modelul 241, un model decapotabil, de această dată cu 4 usi, este lansat modelul 243, un model cu caroserie spate complet închisă, asemănător cu 240. Acest model avea optional geamuri, si avea in total 8 locuri sau perete despărțitor și spațiu de marfă. În anul 1976-1977 sunt lansate și modelele 244, cu 5 uși, și modelul 320, care este de fapt o camionetă bazată pe un sasiu lungit al ARO 24. Aceste modele au fost fabricate de către Rocar. În anul 1975 este lansat și modelul 242, o camionetă derivată din modelele 240/243. În anul 1984, este adoptată o nouă mască de plastic, care avea să fie 2 faruri rotunde (modelele 243 in special), 4 faruri rotunde (in special pe 244), si 2 faruri rectangulare tip Dacia 1300 (241, 242 dar si 243, 244). Seria 320 a avut aceleași restilizari. Primele ARO seria 24 aveau faruri rectangulare tip Dacia 1300 și lămpi stop tip camion Bucegi, dar în anul 1976, se adoptă faruri de la camionul Bucegi si un nou model de lămpi de stop. În anul 1984 este introdusă o nouă planșă de bord, precum și noi aparate de bord, de exemplu tabloul de bord de la Dacia 1310.

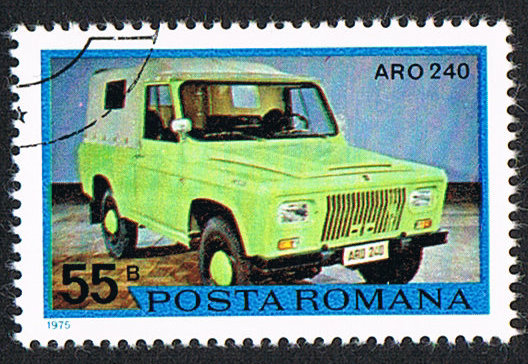
Timbru poștal din 1975 cu ARO 240.

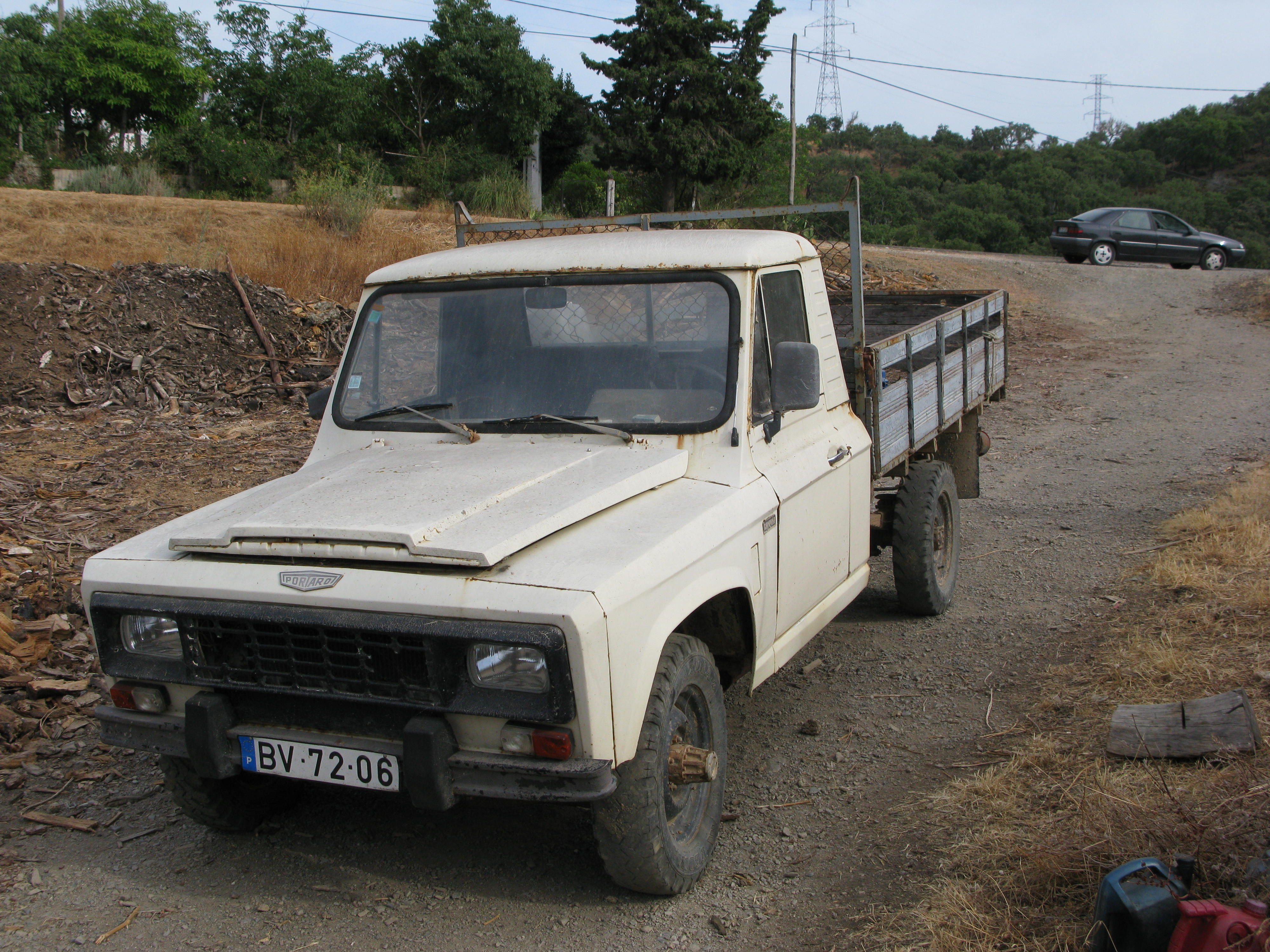
Portaro Campina 4X4, construit sub licență în Portugalia

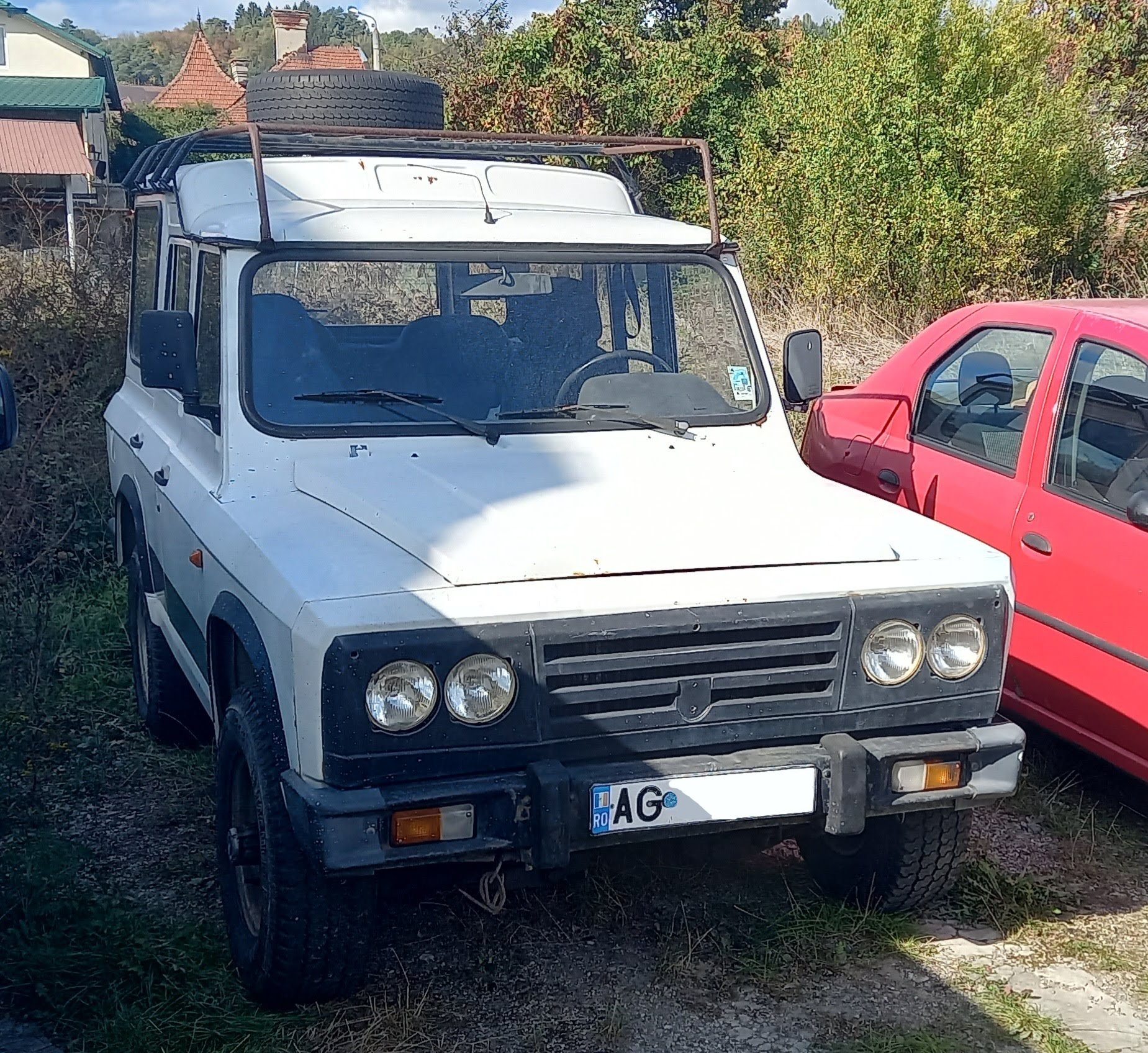
ARO 246 (model de 1995)

## Motorizări
În anul 1978 sunt introduse primele motoare diesel Brașov D127, capacitate 3119 cmc și 68 cp, având o viteză maximă de 110 km/h. În anul 1985 se introduce și cutia de viteze în 5 trepte, precum și discuri de frână opționale la roțile din față. Acest studiu a fost efectuat încă din anul 1978. În anul 1985 este lansat și motorul Diesel Câmpulung D27, cu o capacitate de 2,6 l, 69 cp, injecție indirectă și care putea atinge viteza de 115 km/h, dar acest motor nu a fost foarte apreciat deoarece avea probleme de pornire pe timp de iarnă. 
În anul 1990 se fac studii pentru introducerea unor noi motoare. Este restilizat în anul 1994, cu o mască ușor alungită, stopuri Oltcit, și pe lângă motoarele românești sunt introduse noi motoare de la producători celebrii cum ar fi Perkins, Cossworth Ford, VM Motori, Renault, Peugeot-Indenor, Toyota, Andoria (de 2.4 litri turbo, cu normă de poluare Euro 3).

## Export
ARO 24 a fost bine primit la export atât în țările din lagărul socialist, cât și în țările capitaliste. De asemenea a participat și la raliuri Paris Dakar, a fost exportat și în țările din Africa, India, SUA și țări din America de Sud. A fost fabricat în Spania și Portugalia sub numele de Hisparo, respectiv Portaro.  

## Modele
Modelele gamei 24:
- Aro 240 (2 uși, decapotabil)[7]
- Aro 241 (4 uși, decapotabil)[8]
- Aro 242 (2 locuri, 2 uși, benă)
- Aro 243 (8 locuri, 3 uși)[8]
- Aro 244 (5 locuri, 4 uși)[8]
- Aro 246 (7 locuri, 5 uși)
- Aro 263 (8 locuri, 3 uși; model bazat pe versiunea 243 având ampatamentul mărit de la 2350 mm la 2600 mm)
- Aro 264 (5 locuri, 4 uși; model bazat pe versiunea 244 având ampatamentul mărit de la 2350 mm la 2600 mm și elemente de caroserie împrumutate de la Dacia. Aro 264 s-a adresat pieței americane)
- Aro 266 (7 locuri, 5 uși; model bazat pe versiunea 246 având ampatamentul mărit la 2600 mm)

Modelele gamei 32:

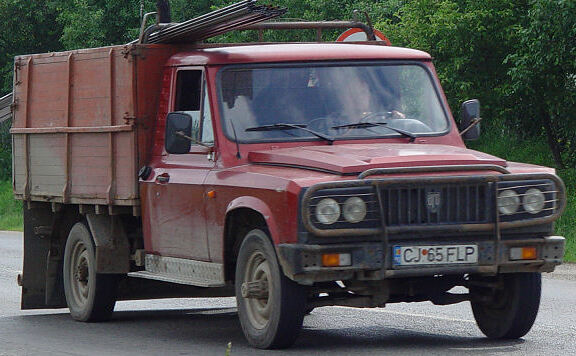
ARO 320

- TV 320, bazat pe ARO 24, a fost comercializat în Italia sub marca Ciemme.